# Miss Belgique 2023
Miss Belgique 2023, 90e élection de Miss Belgique, se déroule le 10 février 2023 au Théâtre Proximus de La Panne.
Le concours est présenté par Virginie Claes, Miss Belgique 2006 et Gaëtan Bartosz, animateur de Radio Contact. Il a été diffusé sur Sudinfo en Wallonie et sur Ecplis TV en Flandre.
La gagnante, Emilie Vansteenkiste, succède à Chayenne Van Aarle, Miss Belgique 2022.
L'élection a commencé à 21h30 au lieu de 20h30 en raison d'une tentative d'attaque de la part d'un individu armé.

## Classement final
| Titre              | Candidates                                |
| ------------------ | ----------------------------------------- |
| Miss Belgique 2023 | - Brabant flamand - Emilie Vansteenkiste  |
| 1re dauphine       | - Flandre-Occidentale - Claire Lansenebre |
| 2e dauphine        | - Brabant wallon - Victoria Kembukuswa    |
| 3e dauphine        | - Liège - Cécile Deltour                  |
| 4e dauphine        | - Limbourg - Haïfa Salem Ali              |
| 5e dauphine        | - Namur - Léna Forseille                  |

## Candidates[2]
| N° | Nom                      | Âge    | Domicile      |
| -- | ------------------------ | ------ | ------------- |
| 01 | Christina Lalomia        | 19 ans | Genk          |
| 02 | Solyne Husson            | 22 ans | Yvoir         |
| 03 | Noa Kiekens              | 22 ans | Liedekerke    |
| 04 | Charlotte Van Den Berghe | 26 ans | Heusden       |
| 05 | Cheany Van der Jeugt     | 24 ans | Buggenhout    |
| 06 | Silva Hakobyan           | 25 ans | Quaregnon     |
| 07 | Claire Lansenebre        | 24 ans | Knokke-Heist  |
| 08 | Caprice Coyne            | 19 ans | Geel          |
| 09 | Haïfa Salem Ali          | 20 ans | Bilzen        |
| 10 | Lena Gonzales Blanco     | 21 ans | Alost         |
| 11 | Demmi Van Bossche        | 25 ans | Eeklo         |
| 12 | Noémie Rosato            | 25 ans | Nandrin       |
| 13 | Sjoukje Degraeve         | 24 ans | Tourhout      |
| 14 | Kessia-Simao Viera       | 21 ans | Verviers      |
| 15 | Amy Rombaut              | 19 ans | Nieuwerkerken |
| 16 | Perrine Blampain         | 22 ans | Neufmaison    |
| 17 | Esmée Van Walle          | 25 ans | De Klinge     |
| 18 | Léna Forseille           | 18 ans | Temploux      |
| 19 | Elise Casier             | 19 ans | Gand          |
| 20 | Leia Van Hove            | 20 ans | Franière      |
| 21 | Marlies Peeters          | 20 ans | Lint          |
| 22 | Gwendoline Gouverneur    | 22 ans | Durbuy        |
| 23 | Nell Joostens            | 25 ans | Lint          |
| 24 | Victoria Kembukuswa      | 19 ans | Waterloo      |
| 25 | Ailani Ibens             | 17 ans | Anvers        |
| 26 | Cécile Deltour           | 25 ans | Dison         |
| 27 | Eva Keusters             | 25 ans | Tessenderlo   |
| 28 | Lara Viegas              | 19 ans | Nivelles      |
| 29 | Emilie Vansteenkiste     | 21 ans | Elewijt       |
| 30 | Beyza Ozciftci           | 21 ans | Schaerbeek    |
| 31 | Janah Vanderper          | 25 ans | Roeselare     |
| 32 | Valentine Roger          | 19 ans | Cuesmes       |

### Jury
| Membre             | Notes                              |
| ------------------ | ---------------------------------- |
| Darline Devos      | Présidente du Comité Miss Belgique |
| Angeline Flor Pua  | Miss Belgique 2018                 |
| Céline Van Ouytsel | Miss Belgique 2020                 |
| David Jeanmotte    | Chroniqueur                        |